# رأس المال: المجلد الثاني
رأس المال المجلد الثاني: عملية تداول رأس المال  (بالألمانية: Das Kapital, Volume II) هو المجلد الثاني من كتاب رأس المال. أعده ونشره فريدريك إنجلز عام 1885 بعد وفاة ماكس وذلك بالاستعانة بمذكرات تركها كارل ماركس.

## المحتوى
ينقسم المجلد الثاني إلى ثلاثة أجزاء:
- تحولات رأس المال ودوائرها
- معدل دوران رأس المال
- استنساخ وتداول رأس المال الاجتماعي الكلي.

تضمن المجلد الثاني مجموعة من الأفكار الرئيسية لما وراء السوق، أي كيفية تحقيق القيمة وفائض القيمة. ذلك أن هذه الشركة تمثل شخصية درامية؛ لم يعد العامل والصناعي فقط هما الأساس (كما في المجلد الأول) بل صاحب المال ومقرضه، وتاجر الجملة، والتاجر ورجل الأعمال أو الرأسمالي العامل. وعلاوة على ذلك، فإن العمال يظهرون في المجلد الثاني بصفة أساسية كمشترين للسلع الاستهلاكية ومن ثم كبائعين لقوة العمل السلعية، وليس كمنتجين للقيمة وفائض القيمة، على الرغم من أن هذه النوعية الأخيرة المحددة في المجلد الأول لا تزال تشكل الأساس المتين الذي يستند إليه التحليل برمته.
كتب ماركس في رسالة أرسلها إلى إنجلز في 30 أبريل 1868 في المجلد الأول:
.
هذا التشابك، الذي يعتبر حركة للسلع الأساسية والأموال، مكّن ماركس من إيجاد العناصر الأساسية على الأقل، إن لم يكن الشكل النهائي لبناء نظرية متماسكة للدورة التجارة، استنادا إلى حتمية عدم التوازن الدوري بين العرض والطلب في إطار أسلوب الإنتاج الرأسمالي. الجزء الثالث هو نقطة الانطلاق لموضوع تراكم رأس المال الذي تناولته لاحقا الماركسية روزا لوكسمبورغ بالتفصيل إضافة لمواضيع أُخرى.

### باللغة العربية
1. ↑  كارل ماركس. رأس المال: المجلد الثاني "عملية تداول رأس المال". ترجمة: فالح عبدالجبار. بغداد: دار الفارابي. مؤرشف من الأصل في 2021-07-02.

### بلغات أجنبية
1. ↑  أنجلز، فريدريك (1967). رأس المال، المجلد الثاني. International Publishers Co, Inc. ISBN:0-7178-0483-6.

### قراءة معمقة
- Bottomore, Tom, ed. (1998). A Dictionary of Marxist Thought. Oxford: Blackwell.
- بين فاين (2010). Marx's Capital. 5th ed. London: Pluto.
- ديفيد هارفي (2010). A Companion to Marx's Capital. London: Verso.
- ديفيد هارفي (2006). The Limits of Capital. London: Verso.
- Heinrich, Michael (2012). An Introduction to the Three Volumes of Marx's Capital. New York: Monthly Review Press.
- أرنست ماندل (1970). Marxist Economic Theory. New York: Monthly Review Press.
- Postone, Moishe (1993). Time, Labor, and Social Domination: A Reinterpretation of Marx's Critical Theory. Cambridge: Cambridge University Press.
- Shipside, Steve (2009). Karl Marx's Das Kapital: A Modern-day Interpretation of a True Classic. Oxford: Infinite Ideas. (ردمك 978-1-906821-04-3)
- Wheen, Francis (2006). Marx's Das Kapital--A Biography. New York: Atlantic Monthly Press. (ردمك 0-8021-4394-6). (ردمك 978-0-8021-4394-5).